# Tamaulipas
Tamaulipas [tamau̯ˈlipas], offiziell Freier und Souveräner Staat Tamaulipas (spanisch Estado Libre y Soberano de Tamaulipas, abgeleitet von Ta ma ho’lipam – „da, wo Lipan beten“), ist ein im Nordosten liegender Bundesstaat Mexikos. Die Hauptstadt ist Ciudad Victoria.

## Geographie
Der Bundesstaat liegt in Nordostmexiko südlich der Mündung des Rio Grande in den Golf von Mexiko und hat ca. 3,3 Mio. Einwohner (2010) auf 80.175 km². Die Hauptstadt Ciudad Victoria liegt im Zentrum des Bundesstaates und hat über 300.000 Einwohner.
In dem Bundesstaat im Nordosten Mexikos kommt aufgrund der langen Grenze zu Texas dem Grenzverkehr besondere Bedeutung zu, in den Grenzstädten Nuevo Laredo, Reynosa und Matamoros finden sich auch viele Maquiladoras (aus den USA ausgelagerte Industriebetriebe). Wirtschaftlich bedeutend ist auch die Hafenstadt Tampico weiter im Süden.

## Bevölkerungsentwicklung
| Jahr | Einwohnerzahl |
| ---- | ------------- |
| 1950 | 718.167       |
| 1960 | 1.024.182     |
| 1970 | 1.456.858     |
| 1980 | 1.924.484     |
| 1990 | 2.249.581     |
| 1995 | 2.527.328     |
| 2000 | 2.753.222     |
| 2005 | 3.024.238     |
| 2010 | 3.268.554     |
| 2015 | 3.441.698     |

## Geschichte
Tamaulipas zählt zum historischen Siedlungsgebiet der Coahuiltec-Völker sowie der Lipan.
1774 wurde die Gegend als politische Einheit innerhalb des Vizekönigreichs Neuspanien organisiert und ursprünglich Nuevo Santander genannt. Der Bundesstaat Chihuahua entstand gegen Ende des Mexikanischen Unabhängigkeitskriegs am 7. Februar 1824. Die Nordgrenze war ursprünglich am Nueces River im heutigen Texas, bis im Vertrag von Guadalupe Hidalgo der Rio Grande als Nordgrenze Mexikos definiert wurde. Daraus erklärt sich auch der kuriose Grenzverlauf im Nordwesten.
Um 2010 geriet Tamaulipas im Zusammenhang mit dem Drogenkrieg in Mexiko mehrfach ins internationale Medieninteresse, etwa im Zuge der Ermordung Rodolfo Torre Cantús sowie des San-Fernando-Massakers.

## Politik

### Gouverneur
Die Regierung des Bundesstaates wird von einem direkt vom Volk gewählten Gouverneur (span.: Gobernador) geleitet. Aktuell ist dies Francisco García Cabeza de Vaca von der Partei PAN (Amtszeit 2016 – 2022).
Die Zentralregierung wirkt stark in die Bundesstaaten hinein. Dies liegt in den vielfältigen Abhängigkeiten der Staaten von der Bundesregierung begründet, da diese den Staaten und Gemeinden einen Teil der Steuereinnahmen zuweist. Daneben haben die Ministerien Vertretungen (Delegaciones) in den Bundesstaaten, Regierungsbezirken und Gemeinden. Über diese werden Bundesmittel insbesondere für Sozialfürsorge und Entwicklungsprogramme vergeben.

### Städte und Gemeindebezirke
Der Bundesstaat Tamaulipas gliedert sich in 43 Municipios. Hauptstadt ist Ciudad Victoria.
Größte Städte
| Stadt                | Einwohner 2000 (Volkszählung) | Einwohner 2010 (Volkszählung) |
| -------------------- | ----------------------------- | ----------------------------- |
| Reynosa              | 403.718                       | 589.466                       |
| Heroica Matamoros    | 376.279                       | 449.815                       |
| Nuevo Laredo         | 308.828                       | 373.725                       |
| Ciudad Victoria      | 249.029                       | 305.155                       |
| Tampico              | 295.442                       | 297.284                       |
| Ciudad Madero        | 182.325                       | 197.216                       |
| Miramar              | 58.104                        | 118.614                       |
| Ciudad Río Bravo     | 80.140                        | 95.647                        |
| Ciudad Mante         | 80.533                        | 84.787                        |
| Altamira             | 41.713                        | 59.536                        |
| Valle Hermoso        | 43.018                        | 48.918                        |
| San Fernando         | 27.053                        | 29.665                        |
| Ciudad Miguel Alemán | 18.368                        | 19.997                        |